# Koprowe Czuby

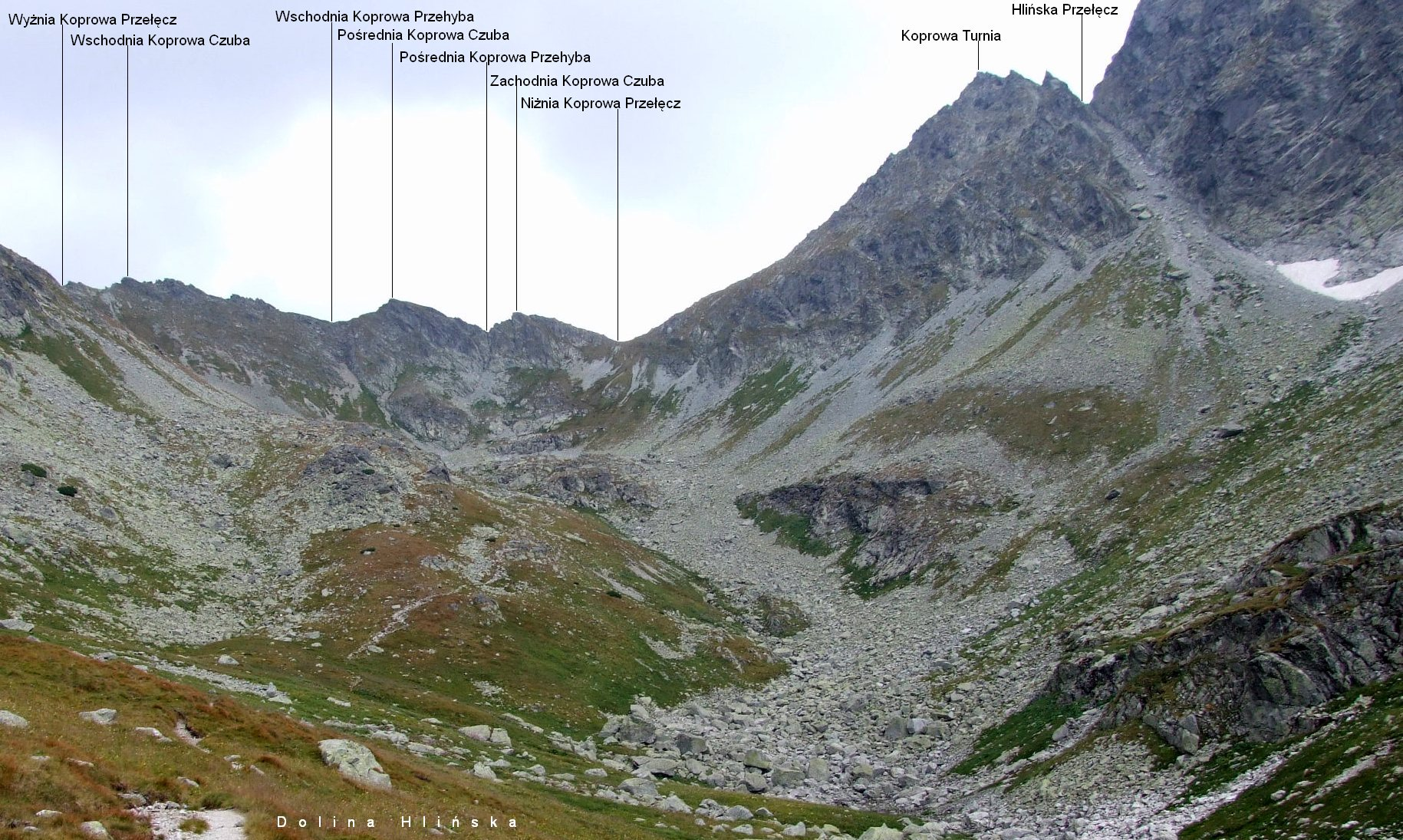
Widok z Doliny Hlińskiej

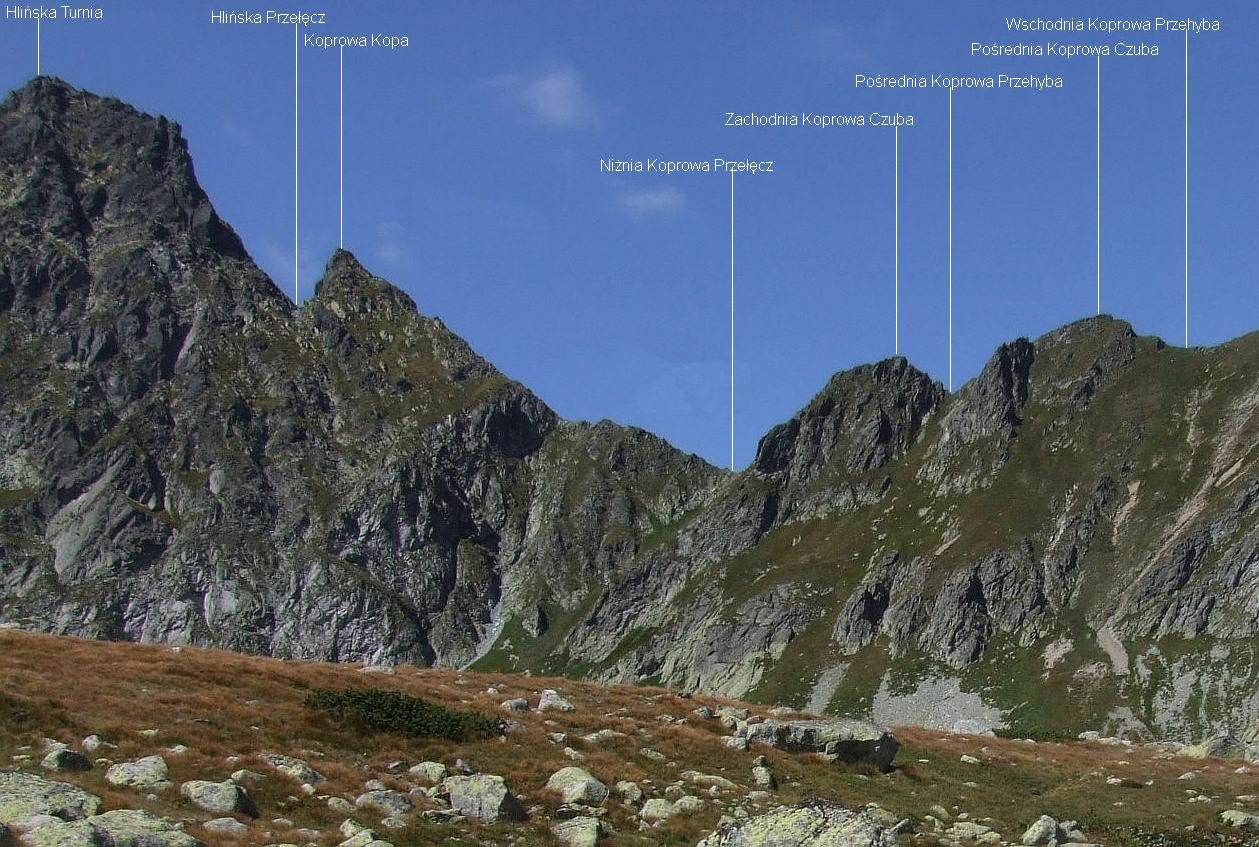
Koprowe Czuby od strony Doliny Hińczowej

Koprowe Czuby (słow. Kôprovský chrbát) – skalne czuby w grani pomiędzy Wyżnią (2148 m) i Niżnią Koprową Przełęczą (2094 m) w słowackich Tatrach Wysokich. Znajdują się w głównej grani odnogi Krywania oddzielającej Dolinę Hlińską od Doliny Mięguszowieckiej. Odcinek tej grani ma długość około 0,5 km. Wszystkie czuby są łatwo osiągalne z przełęczy. 
Arno Puškáš wyróżnił i nazwał trzy czuby i dwie przełączki między nimi:
- Wschodnia Koprowa Czuba (Východný kôprovský hrb, 2146 m),
- Wschodnia Koprowa Przehyba (Východná Kôprovská priehyba, 2115 m),
- Pośrednia Koprowa Czuba (Prostredný kôprovský hrb, 2128 m),
- Zachodnia Koprowa Przehyba (Západná Kôprovská priehyba, 2107 m),
- Zachodnia Koprowa Czuba (Západný kôprovský hrb, 2120 m)[2].

Północno-zachodnie stoki czub i przełączek opadają do Doliny Hlińskiej, południowo-zachodnie do Doliny Hińczowej lub Dolinki Szataniej. Z przełączek między czubami na obydwie strony opadają łatwe do przejścia, trawiaste żleby, nie prowadzi przez nie szlak turystyczny, ale rejon ten udostępniony jest do uprawiania taternictwa. Przejście granią Koprowych Czub z północnego wschodu na południowy zachód to 0+ w skali tatrzańskiej, czas przejścia 25 min.
Pierwsze odnotowane wejście: Gyula Hefty i Gyula Komarnicki zimą, 21 kwietnia 1912 r.. Wcześniej bywali na Koprowych Czubach koziarze, a być może także turyści.